# André Labatut
André Jean Labatut (Bordeaux, 1891. július 18. – Bordeaux, 1977. szeptember 30.) olimpiai bajnok francia tőr- és párbajtőrvívó.